# Обсерватория Мауна-Кеа
Обсервато́рия Ма́уна-Ке́а (англ. Mauna Kea Observatory) — международный проект, включающий ряд независимых исследовательских центров; телескопы находятся на вершине вулкана Мауна-Кеа на высоте от 3730 м до 4190 м над уровнем моря в США, на острове Гавайи. Оборудование обсерватории располагается на площади в 212 гектаров в зоне особого пользования, также называемой «астрономический участок» и входящей в состав научного заповедника Мауна-Кеа. Астрономический участок был создан в 1967 году. Он располагается на земле, защищаемой законом о сохранении исторических памятников из-за её большого значения для гавайской культуры. Территория обсерватории управляется и сдается в аренду Гавайским университетом.
Место расположения обсерватории прекрасно подходит для оптических наблюдений в инфракрасной и видимой областях спектра, так как благодаря изолированности имеет крайне низкий уровень светового загрязнения. Наблюдениям за небом также благоприятствуют высокая астрономическая видимость, низкая влажность, обусловленная расположением над большей частью содержащегося в атмосфере водяного пара, чистый воздух, хорошая погода и почти экваториальное расположение.

## История

### Создание
После изучения фотографий, полученных в ходе космической программы «Аполлон», которые содержали гораздо больше деталей, чем любой наземный телескоп, Джерард Койпер начал искать засушливое место для наблюдений в инфракрасном спектре. Когда он начал поиски в Чили, им также было принято решение протестировать Гавайские острова. Результаты испытаний на вулкане Халеакала на острове Мауи были многообещающими, однако гора располагалось слишком низко в инверсном слое и часто закрывалась облаками.
Койпер стал рассматривать возможность расположения обсерватории на высочайшей островной горе в мире — вулкане Мауна-Кеа на острове Гавайи. Хотя вершина этого вулкана часто покрыта снегом, воздух на ней крайне сухой. После испытаний Койпер установил, что условия с низкой влажностью идеальны для приёма инфракрасных сигналов. Он убедил губернатора Гавайских островов Джона Энтони Бёрнса проложить грунтовую дорогу к вершине, где построил небольшой телескоп на вершине шлакового конуса Пуи Полиаху (гав. Puʻu Poliʻahu). Эта вершина была второй по высоте точкой вулкана. Высочайшая его точка считалась священной землёй, поэтому Койпер не стал производить на ней строительство. Затем Койпер попытался заручиться поддержкой NASA для финансирования более крупного объекта с большим телескопом, жилым комплексом и другими необходимыми постройками. NASA в свою очередь решило объявить открытый конкурс на строительство. Профессор Гавайского университета, физик Джон Джефферис разместил заявку от имени университета. Джефферис получил известность благодаря наблюдениям в обсерватории на горе Сакраменто (англ. Sacramento Peak Observatory). Предлагалось строительство двухметрового телескопа для удовлетворения потребностей NASA и университета. И хотя крупные телескопы обычно не приписывались к университетам без авторитетных астрономов, Джефферис и Гавайский университет выиграли контракт NASA, приведя в ярость Койпера, считавшего, что «его гора» была у него «украдена».
Койпер отказался от своего места (самого первого телескопа на Мауна-Кеа) и конкуренции и начал работать в Аризоне над другим проектом NASA. После крупных испытаний команды Джеффериса, было установлено, что лучшие места для наблюдений находятся рядом с вершиной на верхушке шлакового конуса. В ходе испытаний также было установлено, что Мауна-Кеа превосходен для ночных наблюдений благодаря множеству факторов, в том числе разреженного воздуха, постоянных пассатов и расположения среди моря. Джефферис построил 2,24-метровый телескоп с разрешения штата Гавайи построить надёжную всепогодную дорогу к вершине. Строительство началось в 1967 году, а в 1970 году телескоп начал работу.

### Развитие
Другие группы исследователей начали запрашивать разрешения на субаренду земли на ставшей доступной вершине. К 1970 году ВВС США и обсерваторией Лоуэлла были сооружены два 0,6-метровых телескопа. В 1973 году Канада и Франция договорились о постройке на Мауна-Кеа 3,6-метрового телескопа CFHT. Однако местные организации начали проявлять беспокойство по поводу влияния обсерватории на окружающую среду. Это привело к тому, что Управление земли и природных ресурсов (англ. Department of Land and Natural Resources) подготовило в 1977 году подготовило начальный план, который был дополнен в 1980 году. В январе 1982 года совет попечителей Гавайского университета одобрил план поддержки дальнейшего развития научных объектов в этом месте. В 1998 году принадлежащий обсерватории участок площадью 823 гектара был передан заповеднику ледникового периода Мауна-Кеа (англ. Mauna Kea Ice Age Reserve). План 1982 года в 2000 году был дополнен приложением, предполагающим обслуживание до 2020 года: в соответствии с ним был учреждён офис управления Мауна-Кеа (англ. Office of Mauna Kea Management), отведено 212 гектаров для астрономических исследований, а оставшиеся 4,356 гектаров были переданы для «сохранения природы и культуры». Затем этот план был пересмотрен, чтобы успокоить гавайское общество, считавшее, что к горе, представляющей для гавайцев большую культурную ценность, относятся без должного уважения.
По состоянию на 2012 год на территории научного заповедника Мауна-Кеа располагаются 13 различных приспособлений, предназначенных для наблюдений, которые финансируются 11 странами. Это одна из лучших оптических, инфракрасных и субмиллиметровых обсерваторий в мире. 9 её телескопов работают в видимом и инфракрасном диапазонах, 3 — в субмиллиметровом диапазоне и один — в радиодиапазоне. Размеры зеркал телескопов колеблются от 0,9 до 25 метров (для сравнения космический телескоп Хаббл имеет 2,4-метровое зеркало — зеркало такого же размера используется в предпоследнем по габаритам телескопе на Мауна-Кеа UH88). Запланированное строительство новых телескопов, в том числе Тридцатиметрового телескопа (TMT), вызвало споры из-за их потенциального культурного и экологического воздействия. Увеличение количества телескопов обсерватории Кека, потребовавшее больше места, в конечном счёте было отменено. Три или четыре из 13 существующих телескопов должны быть демонтированы в течение следующего десятилетия, чтобы освободить место для Тридцатиметрового телескопа. Это будет последнее место на Мауна-Кеа, на которой будет построен телескоп.

### Землетрясение в 2006 году
15 октября 2006 года недалеко от обсерватории произошло землетрясение. Подземные толчки привели к незначительным повреждениям нескольких телескопов обсерватории. Телескоп JCMT проводил измерение своего отклонения от гравитационного поля земли и зафиксировал землетрясение своими датчиками наклона. Телескопы CFHT и обсерватории Кека приостановили работу до 19 октября.

## Управление
В 1968 году заповедник Мауна-Кеа был учреждён и сдан в аренду Управлением земли и природных ресурсов штата Гавайи. Гавайский университет управляет этим местом и сдаёт его в аренду нескольким международным проектам, которые инвестировали в науку и технику уже больше 2 млрд долларов. После того, как в 2033 году закончится период аренды, 40—45 квадратных километров земли вернутся обратно в пользование штата Гавайи.

## Расположение
Большая высота и изолированное месторасположение в центре Тихого Океана делает Мауна-Кеа одним из лучших на Земле мест для наземных астрономических наблюдений, особенно в субмиллиметровом, инфракрасном и видимом диапазонах. Имеющиеся статистические данные показывают, что Мауна-Кеа — лучшее место с точки зрения качества получаемых оптических и инфракрасных изображений.
Жилые помещения для астрономов, проводящих исследования в обсерватории, расположены в Международном астрономическом центре имени Онидзуки, также называемом Hale Pōhaku (с гав. — «каменный дом»), который соединён с вершиной крутой 11-километровой грунтовой дорогой и находится на высоте 2800 метров над уровнем моря.
Станция для посетителей находится на высоте 2800 метров. Гора Мауна-Кеа настолько высокая, что туристам рекомендуется как минимум на 30 минут останавливаться на станции для посетителей, чтобы привыкнуть к атмосферным условиям прежде чем подниматься дальше. Учёные часто останавливаются в Hale Pōhaku на 8 часов или больше, прежде чем провести целую ночь в обсерваториях на вершине. Работа с некоторыми телескопами требует от исследователей потратить целую ночь в Hale Pōhaku, прежде чем работать на вершине.

## Телескопы
Телескопы, находящиеся на вершине Мауна-Кеа финансируются государственными учреждениями различных стран. Гавайский университет напрямую управляет двумя телескопами. 12 построек в составе обсерватории включают в себя 13 телескопов, расположенных вокруг вершины Мауна-Кеа:
- Субмиллиметровая обсерватория калифорнийского технологического института (CSO): Калифорнийский технологический институт — закрыта в 2015 году
- Телескоп Канада-Франция-Гавайи: Канада, Франция, Гавайский университет
- Обсерватория Джемини: США, Великобритания, Канада, Чили, Австралия, Аргентина, Бразилия
- Телескоп IRTF: NASA
- Телескоп Джеймса Кларка Максвелла (JCMT): Китай, Япония, Южная Корея, Тайвань, Великобритания, Канада
- Телескоп Субару: Национальная астрономическая обсерватория Японии
- Субмиллиметровая антенная система[англ.] (SMA): Тайвань, США
- Британский инфракрасный телескоп[англ.](UKIRT): центр прогрессивных технологий компании Lockheed Martin, Гавайский университет, Аризонский университет
- 88-дюймовый телескоп Гавайского университета (UH88): Гавайский университет
- 36-дюймовый телескоп Гавайского университета (Hoku Kea): Гавайский университет в Хило[англ.]
- Один из приёмников VLBA: США
- Обсерватория Кека: Калифорнийская ассоциация астрономических исследований

Также есть место, отведённое для строительства Тридцатиметрового телескопа и предложенное место для телескопов системы Pan-STARRS. Телескопы UKIRT и UH88 планируется вывести из эксплуатации.

## Протесты
Увлечённость губернатора и законодателей штата Гавайи развитием обсерватории и выделением для её нужд всё бо́льших площадей, спровоцировала протесты в городе Хило на острове Гавайи. Коренные гавайцы верили, что место, в котором расположена обсерватория, священно и что освоение горы, даже в научных целях, осквернит это место. Экологи беспокоились о популяции редких местных птиц, а жители Хило — видом куполов телескопов из города. На встречах в мэрии Джефферис взял верх над противниками обсерватории, делая упор на экономические преимущества и престиж, который получит остров. Тем не менее число противников обсерватории продолжило расти. На протяжении многих лет противостояние с обсерваторией являлось одним из наиболее наглядных примеров конфликтов, с которыми столкнулась наука при использовании экологически- и культурно-значимых объектов. Вскоре после начала расширения обсерваторий число противников развития выросло. Как только был открыт доступ к дороге на вершину, она стала использоваться отдыхающими лыжниками, которые возражали против её закрытия на время строительства телескопов для предотвращения вандализма. Также сложившейся ситуацией были обеспокоены охотники и Национальное Одюбоновское общество, поддержанные губернатором Джорджом Ариоши:56.
Одюбоновское общество протестовало против дальнейшего расширения обсерватории в сторону среды обитания подвергающейся опасности палилы — эндемика, обитающего в некоторых районах на горе. Более половины видов местных птиц исчезли из-за сокращения среды обитания во время прибытия ранних поселенцев с запада или занесения из других мест новых видов, конкурирующих с местными за ресурсы. Охотники и спортсмены были обеспокоены тем, что эксплуатация телескопов повлияет на охоту на диких животных. Движение по сохранению Мауна-Кеа, вызванное распространением телескопов было убеждено, что дальнейшее развитие обсерватории кощунственно. Некоммерческие организации коренных гавайцев, например Kahea, ставили перед собой цель защитить культурное наследие и окружающую среду, противостоять развитию обсерватории Мауна-Кеа в связи с тем, что это место священно в традиционной гавайской религии. Сегодня обсерватория Мауна-Кеа представляет собой крупнейшую в мире площадку для наблюдений при помощи телескопов в инфракрасной и субмиллиметровой астрономии. Из-за важной роли в гавайской культуре земля обсерватории защищена законом США о сохранении исторических памятников, но всё ещё обсерватории позволено развиваться.